# برت هالسی
برت هالسی (انگلیسی: Brett Halsey؛ زادهٔ ۲۰ ژوئن ۱۹۳۳) بازیگر اهل ایالات متحده آمریکا است.
از فیلم‌های معروف او می‌توان به بازی در چهار مرتبه آن شب، امروز می‌کشیم، فردا می‌میریم!، جاسوسی در لیسبون و بیست هزار دلار برای هفت نفر اشاره کرد.